# Юнусов, Мехман
Мехман Юнусов (азерб. Mehman Yunusov; 2 июля 1968) — советский и азербайджанский футболист, защитник. Выступал за сборную Азербайджана.

## Биография
Начал выступления в командах мастеров в 1989 году во второй лиге СССР в составе «Хазара» (Сумгаит) и «МЦОП-Термист» (Баку). В 1990 году провёл 4 матча в первой лиге за ведущий клуб республики бакинский «Нефтчи», затем до распада СССР выступал во второй низшей лиге за «Хазар» (Сумгаит).
В независимом чемпионате Азербайджана первые три сезона провёл за сумгаитский клуб, с ним дважды завоевал серебряные награды (1992, 1993). В 1994 году перешёл в «Нефтчи», стал чемпионом страны (1995/96), бронзовым призёром (1994/95), двукратным обладателем Кубка Азербайджана (1994/95, 1995/96).
В ходе сезона 1997/98 перешёл в «Шамкир», провёл в его составе шесть сезонов, сыграв более 100 матчей. Был капитаном команды. Двукратный чемпион страны (1999/00, 2000/01), также команда лидировала в прерванном из-за конфликта с футбольной федерацией сезоне 2001/02 и считается в ряде источников чемпионом.
В конце карьеры играл за «Карабах» (Агдам) и «Карван» (Евлах). С «Карваном» стал бронзовым (2004/05) и серебряным (2005/06) призёром чемпионата, но уже не был регулярным игроком основы.
Всего в высшем дивизионе Азербайджана сыграл около 300 матчей, забил 7 голов. Неоднократно участвовал в матчах еврокубков.
В национальной сборной Азербайджана дебютировал 25 мая 1993 года в товарищеском матче против Грузии. Затем четыре года не играл за сборную и вернулся в команду весной 1997 года на 3 матча. После очередного четырёхлетнего перерыва сыграл пять матчей в 2001 году, в двух последних своих играх в сентябре 2001 года был капитаном команды. Всего в 1993—2001 годах провёл 9 матчей за сборную.
В качестве тренера работал в клубах «Интер» (Баку), «Карван», «Сумгаит». Выходил на поле в матчах ветеранов, в том числе играл за команду парламента Азербайджана.